# Chorrera
Chorrera is een geslacht van vlinders van de familie snuitmotten (Pyralidae), uit de onderfamilie Phycitinae.

## Soorten
- C. extrincica Dyar, 1919
- C. idiotes Dyar, 1914
- C. postica Zeller, 1881